# Новий Порт
Но́вий Порт (рос. Новый Порт) — село у складі Ямальського району Ямало-Ненецького автономного округу Тюменської області. Адміністративний центр та єдиний населений пункт Новопортівського сільського поселення.

## Географія
Село розташоване на узбережжі Обської губи (в бухті Новий Порт). Пряма відстань до Салехарда — 300 км (по повітрю) та 458 км (по воді). До райцентру Яр-Сале — 130 км (по повітрю)
На північний схід, за 85 кілометрах, на протилежному березі губи розташоване селище Ямбург.

## Історія
Село Новий Порт засноване 1921 року загоном гідрографів як пункт товарообміну експедицій моряків і сибірських річковиків. 1931 року тут був утворений Новопортівський рибний промисел Обдержрибтресту, тоді ж побудований рибоконсервний завод і сезонна плавуча фабрика. 1942 року село отримало статус селища.
1948 року в районі Нового Порта розташовувався Байдарлаг ГУЛАГу. В середині XX століття в селищі було створено унікальне за своєю протяжністю вічномерзлотне рибосховище (природний морозильник), розраховане на зберігання понад 1700 тонн риби.

## Населення
Населення — 1764 особи (2017, 1780 у 2010, 1932 у 2002).
Національний склад станом на 2002 рік: ненці — 76 %.

## Господарство
В наш час найбільшою організацією в селі є «Новопортівська школа-інтернат середньої (повної) загальної освіти». У селі є дизельна електростанція, лікарня-стаціонар, аптека, поштове відділення та відділення супутникового зв'язку Ростелеком.

### Транспорт
Порт-пристань (дебаркадер) в період літньої навігації забезпечує село теплоходним сполученням зі столицею Ямало-Ненецького автономного округу (Об-Іртишське річкове пароплавство) за маршрутом «Салехард — Новий порт — Антипаюта — Тазовський».
Вертолітний майданчик (вертодром) авіакомпанії Ямал забезпечує авіаційне сполучення. Недалеко від села є законсервований аеродром МВЛ.
Планується будівництво залізничної гілки залізниці «Обська — Бованенково — Карська» від Паюти до Нового Порта (185 км безпосередньо), що зв'яже його зі станцією Обська.